# Анчыл-Чон

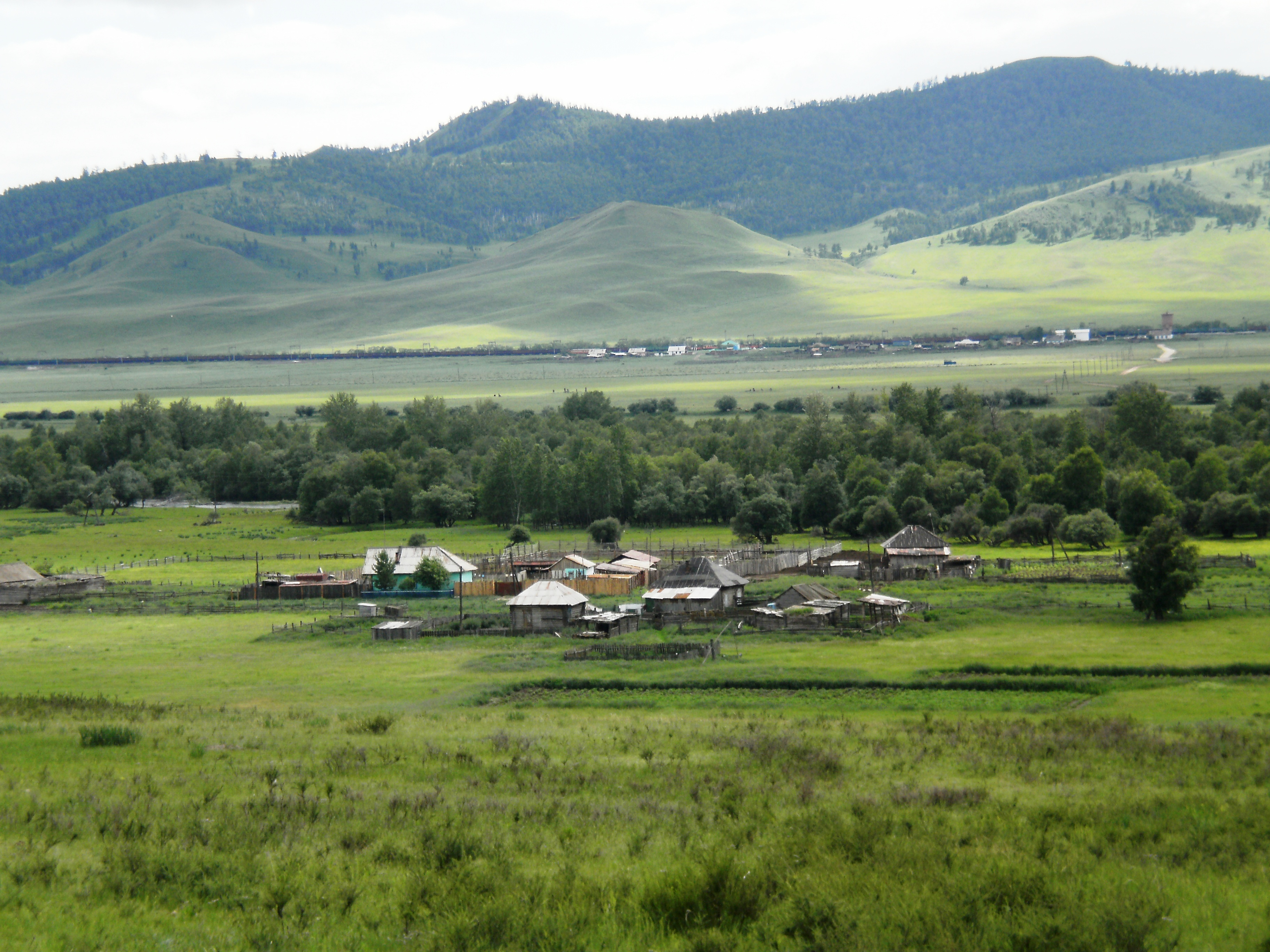
Вид на аал Анчыл-Чон

Анчыл-чон (хак. Анчыл Чон аалы) — аал в Аскизском районе Хакасии, расположен в 38 км от райцентра — с. Аскиз.
Расстояние до ближайшей железнодорожной станции Казановская — З км.
Число хозяйств — 14, население — 31 чел. (01.01.2004), хакасы.

## Население
| 2002 | 2010 |
| ---- | ---- |
| 33   | ↘27  |